# Зайцева Валентина Василівна
Зайцева Валентина Василівна (нар. 22 жовтня 1936, м. Одеса) — радянська та українська вчена-хімік, професор (1993), доктор хімічних наук (1990).. Фахівець в галузі хімії високомолекулярних сполук.

## Біографія
У 1960 році Зайцева Валентина Василівна закінчила хімічний факультет Львівського університету. Працювала у 1960—1975 роках в Донецьку в УкрНДІпластмас, пройшовши шлях від наукового співробітника до завідувача лабораторії фізико-хімічних, аналітичних та фізико-механічних досліджень. З 1975 року працює в Інституті фізико-органічної хімії і вуглехімії НАНУ (Донецьк), у відділі радикальних процесів; з 1997 року — головний науковий співробітник.

## Наукові дослідження
Напрямок наукових досліджень — кінетика і механізм радикальних реакцій полімеризації та співполімеризації традиційних вінілових мономерів з аліл. сполуками, спіроортокарбонатами, епоксиакрилатами та циклічними кетеноацеталями. Авторка більше 150 наукових робіт, трьох монографій, 9 патентів. Підготувала 10 кандидатів хімічних наук.

## Родина
Чоловік:
- Зайцев Юрій Сергійович (1931—1999) — український хімік, доктор хімічних наук, професор Донецького національного університету[3].

Син:
- Зайцев Сергій Юрійович — російський хімік, доктор хімічних наук, доктор біологічних наук, професор

## Основні наукові праці
- Изучение процесса сополимеризации стирола с каучуком // Высокомолекуляр. соединения. 1968. Т. 9, № 2;
- Kopolimeryzacja zwiazkow allilowych z bezwodnikiem maleinowym // Polymer. 1988. Vol. 33, № 2;
- Взаимодействие 1-метоксикарбонил-3-циклогексана и 1-метоксикарбонил-3,4-эпоксициклогексана с трет-бутокси-радикалом // ЖОРХ. 1996. Т. 32, вып. 4;
- Многофункциональные мономеры. Синтез и полимеризация. Д., 2003;
- Сополимеризация стирола с акрилонитрилом и малеиновым ангидридом // Высокомолекуляр. соединения. 2009. Т. 51, № 2 (усі — співавт.).
- Зайцев С. Ю., Зайцева В. В. Супрамолекулярная химия полимеров, М.: ФГОУ ВПО МГАВМиБ, 2009. — 310 с.
- Зайцев С. Ю., Зайцева В. В. Супрамолекулярные мономерно-полимерные системы на основе стирола и их комплексно-радикальная сополимеризация 2012. 312 с.